# Egej
Ajgêj, tudi Egej (grško Aigeus, latinsko Aegeus), je v grški mitologiji atenski kralj, Pandionov sin in Tezejev oče. Po porazu v vojni s Kreto je moral zmagovalcem plačevati letni krvni davek, sedem fantov in sedem deklet, ki so jih na ladji s črnimi jadri pošiljali na Kreto, da bi jih žrtvovali Minotavru.

## Mit

### Njegovo vladanje
Po smrti kralja Pandiona II. so Ajgej in njegovi trije bratje Palant, Nizos in Likos prevzeli oblast v Atenah od Metiona, ki jo je prevzel po Pandionu. Oblast so razdelili na štiri, Ajgej pa je postal kralj.
Ajgejeva prva žena je bila Meta,  njegova druga žena pa Halkiopa. Ker je bil še vedno brez moškega dediča, je prosil orakelj v Delfih za nasvet. Skrivnostne besede so bile: "Ne odteguj grla od vrča z vinom, dokler ne dosežeš vrha Aten, drugače boš  umrl od žalosti."  Ajgej ni razumel prerokbe in bil razočaran.
Zaradi te zmedene prerokbe je Ajgej obiskal Piteja, kralja Trojzna, ki je bil znan po svoji modrosti in spretnosti pri razlagah preročišča. Pitej je razumel prerokbo. Ajgeja je podtaknil svoji hčeri Ajtri, ko je bil pijan.  Spala sta skupaj. Po nekaterih različicah je Ajtra odplula do otoka Sfajrija (oziroma Kalavrija) in spala še s Pozejdonom. Ko je zanosila, se je Ajgej odločil, da se bo vrnil v Atene. Pred odhodom je zakopal svoje sandale, ščit in meč pod veliko skalo in ji naročil, naj mu njun sin, ko dovolj močan, da bo lahko premaknil skalo,  prinese orožje. Po vrnitvi v Atene se je Ajgej poročil z Medejo, ki je pobegnila iz Korinta pred Jazonovim besom. Ajgej in Medeja sta imela sina po imenu Medos.

### Spor s Kreto
Med obiskom kralja Minosa v Atenah je njegovemu sinu Androgeju uspelo premagati Ajgeja na vsakem tekmovanju na panatenajskih igrah. Zaradi  ljubosumja ga je Ajgej poslal ubit maratonskega bika, a ga je bik pokončal.  Minos je bil jezen in napovedal vojno Atenam. Atencem je ponudil mir, če bodo vsako leto poslale sedem mladeničev in sedem mladenk na Kreto, ki bi jih žrtvovali Minotavru. To se je ponavljalo, dokler Tezej ni ubil Minotavra s pomočjo Ariadne, Minosove hčerke.

### Tezej in Minotaver
Tezej je odraščal v Trojzenu pri svojem dedu Piteju, Atrinem očetu. Bil je pogumen mladenič. Uspelo mu je premakniti skalo in vzeti očetovo orožje. Njegova mati mu je nato povedala, kdo je njegov oče. Mora mu nesti orožje v Atene, da ga bo priznal. Tezej se je odločil, da bo odšel v Atene. Lahko bi šel po morju, kar bi bilo varnejše kot po kopnem, nevarni poti s tatovi in razbojniki. Mlad in pogumen Tezej se je odločil za pot po kopnem.
Ko je prišel v Atene, ni povedal, kdo je. Ajgej ga je sprejel, čeprav mu je bil tujec sumljiv. Medeja je poskušala ubiti Tezeja in nagovarjala Ajgeja, naj mu naloži uboj maratonskega bika. Tezej ga je res ubil. Nato ga je skušala zastrupiti, a ga je Ajgej prepoznal po meču in v zadnjem hipu je prevrnil čašo s strupom. Oče in sin sta bila združena, Medejo pa so poslali v Azijo. 
Ko je Tezej izvedel za težave s Kreto, je odplul z žrtvami, da bi ubil Minotavra. Pred odhodom je obljubil očetu, da bo črna jadra na ladji zamenjal z belimi, če mu bo naloga uspela. Toda ob vrnitvi je na to pozabil in Ajgej, ki ga je čakal na obali na rtu Sounion, je videl črna jadra in domneval, da je njegov sin mrtev. Od žalosti se je vrgel v morje, ki se po njem imenuje Egejsko.
Sofoklejeva tragedija Ajgej se je izgubila, a Ajgej nastopa v Evripidovi Medeji.